# 다니 요시토모
다니 요시토모(일본어: 谷 佳知, 1973년 2월 9일 ~ )는 일본의 전직 프로 야구 선수다.

## 인물

### 프로 입단 전
오사카부 히가시오사카시에서 태어나 고등학교는 가가와현에 소재하고 있는 진세이가쿠엔 고등학교에 진학했고, 2학년 때에 출전했던 제71회 전국 고등학교 야구 선수권 대회에서는 1번 타자로서 활약해 팀의 4강 진출에 기여했다. 졸업 후에는 오사카 상업대학에 진학하면서 간사이 6대학 리그 통산 83경기에 출전해 282타수 104안타, 타율 3할 6푼 9리, 7홈런, 44타점을 남겼다. 3학년 추계 시즌에 타율 5할 6푼 5리, 26개의 안타라는 리그 신기록을 수립하면서 간사이 6대학 리그 3관왕을 달성해 최우수 선수로 선정되었고 베스트 나인을 3차례나 선정되었다.
대학 졸업 후 사회인 야구팀인 미쓰비시 자동차 오카자키에서 활약하여 1995년 제66회 도시 대항 야구 대회에서 젊은 사자상을 수상했고 같은 해 올림픽 예선에서 MVP를 차지했다. 이듬해 1996년 애틀랜타 올림픽 야구 일본 국가대표팀 선수로 발탁되어 팀의 은메달 획득에 기여했다. 1996년 프로 야구 드래프트 회의에서는 오릭스 블루웨이브로부터 2순위 지명을 받아 입단했다.

### 오릭스 시절

#### 1997년 ~ 2004년
신인 시절인 1997년부터 100경기 이상을 출전했고 2001년에 시즌 2루타의 일본 프로 야구 신기록(52개)을 수립했다. 야구계 굴지의 5툴 플레이어로서 이듬해 2002년에는 마쓰이 가즈오와 경쟁하여 처음으로 도루왕 타이틀을 획득했다.
2003년에는 시드니 올림픽 유도 금메달리스트 다무라 료코와 결혼했고 같은 해 최다 안타 타이틀을 획득하면서 퍼시픽 리그의 우타자로서는 최다 안타 기록을 경신했다(189안타). 3할 5푼(리그 2위)의 높은 타율을 기록한 것 외에도 홈런도 21개를 때려내면서 좋은 성적을 남겼다. 수비에서는 중견수로 활약하면서 개인 최다 보살과 두 자릿수 실책을 동시에 기록했다.
2004년, 중견수의 포지션을 후쿠오카 다이에 호크스에서 FA로 입단한 무라마쓰 아리히토에게 양보해 수비 부담이 적은 좌익수로서 출전하는 등 안정된 성적을 남겼다. 그 해 아테네 올림픽 야구 일본 국가대표팀 선수로 발탁되어 팀의 동메달 획득에 기여했지만 마지막 타자가 된 준결승전에서는 1루로 출루하던 도중에 넘어지면서 오른쪽 다리 부상을 당했다. 부상의 영향으로 남은 시즌의 대부분은 출전할 수 없었지만 규정 타석을 채워 4년 연속 3할 대의 타율을 달성했다. 2004년 말에는 팀 이름이 오릭스 버펄로스로 변경하면서 선수 분배 드래프트에 의해 오릭스의 선수 신분을 유지하게 되었다.

#### 2005년 ~ 2006년
2005년 시즌의 타순은 주로 1번과 3번 타자로서 출전해 수비 위치는 중견수로 투입되었지만 허리 부상의 영향도 있어 프로 데뷔 후 최악의 성적을 기록했다. 이듬해 2006년에는 작년 시즌의 부진을 극복하기 위해 재기를 다짐하였으나 팔꿈치 부상도 있어 타율 2할 6푼 7리, 6홈런, 30타점으로 2년 연속 저조한 성적을 남겼다.
2006년 11월 7일, 가모시다 다카시, 나가타 마사히로와의 맞트레이드로 요미우리 자이언츠에 이적했고 등번호는 니시 도시히사가 착용했던 8번으로 정했다. 추정 연봉은 작년 2억 8,000만 엔에서 1억 3,000만 엔이 감소된 1억 5,000만 엔이 되었다.

### 요미우리 시절

#### 2007년
개막 이후부터 부동의 2번·좌익수로서 활약을 했고 시즌을 통해 높은 타율을 유지하는 등 리그 3위의 타율과 팀내 1위가 되는 타율 3할 1푼 8리를 기록했다. 득점권 타율은 3할 7푼을 넘었고 도루도 두 자릿수를 기록하면서 과거 2년 간의 부진에서 완전히 벗어났다. 팀은 5년 만의 리그 우승을 달성하면서 자신도 팀의 리그 우승에 큰 기여를 했다. 그러나 9월 1일 요코하마 베이스타스전(19차전, 요코하마 스타디움)에서의 7회초 2사 만루 상황에서 유격수 땅볼을 치며 1루로 재빠르게 출루했지만 1루심이 아웃을 선언하면서 1루심에게 다가가 거칠게 항의, 프로 데뷔 후 처음으로 퇴장을 당했다.
그 해 계약 갱신에서는 팀내에서 높은 타율을 남길 정도의 활약을 인정받아 1억 1,000만 엔이 오른 것에 더해 2년의 다년 계약이 제시되었지만 FA를 행사하지 않고 2억 6,000만 엔의 1년 계약으로 서명했다. 시즌 종료 후 팔꿈치의 유리 연골 제거 수술을 받았다.

#### 2008년
도쿄 야쿠르트 스왈로스에서 FA로 입단한 알렉스 라미레스에 의해 포지션은 중견수로 재변환되었다. 수비의 부담이 많아졌기 때문인지 극심한 타격 부진에 시달려 시범 경기에서부터 타격 호조를 보였던 가메이 요시유키 등에게서 주전 자리를 빼앗겼지만 대타로 출전할 때마다 서서히 원래의 모습을 되찾았다. 다카하시 요시노부나 가메이의 부상에 의한 이탈 후에는 선발로 복귀하여 기대 이상의 성적을 남겼고 시즌 종반에는 가메이와 우익수로 병용된 적이 많았다.
6월 3일 친정팀인 오릭스와의 경기에서는 9회초에 가토 다이스케로부터 홈런을 때려내 전체 13개 구단으로부터 홈런 기록을 달성했다.

#### 2009년
작년 시즌 종반과는 마찬기지로 우익수로서 출전하는 일이 많았는데 개막 초에는 상대 투수의 좌우에 의해서 좌타자인 가메이와 병용되고 있었다. 시즌 중반에 주전 1루수였던 이승엽의 타격 부진에 의해 가메이가 1루수로 변경되면서 다니의 출전 기회도 늘어났다. 6번·우익수로 정착하는 것과 동시에 타격 컨디션도 끌어올려 8월의 월간 타율은 3할 7푼 5리, 9월에는 4할 5푼 6리를 남기면서 높은 타율을 유지했다. 가메이나 마쓰모토 데쓰야 등의 젊은 외야수들이 가세했기 때문에 출장 경기 수야말로 요미우리 이적 후 가장 적었지만 3할 3푼 1리의 높은 타율을 유지해 득점권 타율은 4할에 달했다.
10월 24일에 있은 주니치 드래건스와의 클라이맥스 시리즈 제2 스테이지 4차전에서는 나카타 겐이치로부터 프로 데뷔 후 처음이 되는 만루 홈런을 때려냈다.

#### 2010년
다카하시 요시노부의 복귀와 신인 선수인 조노 히사요시의 입단에 의해 외야 포지션 자리를 놓고 경쟁을 펼쳤다. 출전 기회를 요구하면서 춘계 스프링 캠프에서는 외야와 병행해 1루수의 수비 연습에도 임했다. 5월 9일의 요코하마 베이스타스가 주최한 경기(니가타 현립 야구장)에서는 6번·1루수로서 선발 출전해 약 10년 만에 1루수로서의 경기 출전이었다. 4월 24일의 기무라 다쿠야의 추도 경기에서 대타로 출전해 정규 시즌에서의 처음이 되는 만루 홈런을 다카하시 겐으로부터 때려내면서 이 경기에서의 수훈 선수로 선정되었다. 경기 종료 후에 있은 히어로 인터뷰에서는 눈물을 흘리며 기무라 다쿠야에 대한 생각을 말하기도 했다.
그러나 이후에는 타격 컨디션이 오르지는 않았고 프로 데뷔 후 가장 적은 84경기에 출전했다. 작년에 높은 숫자를 남겼던 타율은 2할 3푼 8리, 득점권 타율은 1할 7푼 6리를 나타내며 요미우리 이적 후 가장 저조한 성적을 남겼다.

#### 2011년
작년과 마찬가지로 외야 포지션 자리를 놓고 경쟁을 펼친 적도 있어 대타로서 출전하는 일이 많았지만 타율은 안정되지 않았고 9월 28일에 등록이 말소되었다. 10월 8일에 다시 1군에 복귀한 이후에는 안타를 때려내며 최종적으로는 타율이 작년 시즌보다 약간 오른 2할 7푼 4리를 기록했지만 프로 데뷔 후 처음이 되는 단 한 개의 홈런을 남기지 못했다.

## 상세 정보

### 출신 학교
- 진세이가쿠엔 고등학교
- 오사카 상업대학

### 선수 경력
사회인 시대
- 미쓰비시 자동차 오카자키

프로팀 경력
- 오릭스 블루웨이브·
오릭스 버펄로스(1997년 ~ 2006년)
- 요미우리 자이언츠(2007년 ~ 2013년)
- 오릭스 버펄로스(2014년 ~ 2015년)

국가 대표 경력
- 애틀랜타 올림픽 일본 국가대표팀(1996년)
- 아테네 올림픽 일본 국가대표팀(2004년)

### 수상·타이틀 경력

#### 타이틀
- 도루왕 : 1회(2002년)
- 최다 안타 : 1회(2003년)

#### 수상
- 베스트 나인 : 5회(1999년, 2001년 ~ 2004년)
- 골든 글러브상 : 4회(2001년 ~ 2004년)
- 월간 MVP : 1회(2003년 9월)

### 주요 기록

#### 첫 기록
- 첫 출장·첫 선발 출장 : 1997년 5월 11일, 대 긴테쓰 버펄로스 6차전(그린 스타디움 고베), 8번·중견수로서 선발 출장
- 첫 타점 : 1997년 5월 22일, 대 닛폰햄 파이터스 9차전(그린 스타디움 고베), 12회말에 이와모토 쓰토무로부터
- 첫 안타 : 1997년 5월 25일, 대 지바 롯데 마린스 7차전(지바 마린 스타디움), 2회초에 야부타 야스히코로부터 좌익선상 적시 2루타
- 첫 도루 : 상동, 3회초에 홈인(투수 : 곤도 요시히사, 포수 : 시미즈 마사우미)
- 첫 홈런 : 1997년 8월 1일, 대 긴테쓰 버펄로스 14차전(그린 스타디움 고베), 8회말에 아카호리 모토유키로부터 동점 솔로 홈런

#### 기록 달성 경력
- 통산 1000안타 : 2003년 8월 19일, 대 후쿠오카 다이에 호크스 22차전(후쿠오카 돔), 6회초에 와타나베 마사카즈로부터 중전 안타 ※역대 214번째
- 통산 1000경기 출장 : 2004년 7월 25일, 대 홋카이도 닛폰햄 파이터스 17차전(도쿄 돔), 4번·좌익수로서 선발 출장 ※역대 397번째
- 통산 100홈런 : 2007년 4월 22일, 대 한신 타이거스 6차전(한신 고시엔 구장), 8회초에 와타나베 료로부터 좌월 2점 홈런 ※역대 249번째
- 통산 1500안타 : 2007년 7월 1일, 대 히로시마 도요 카프 9차전(히로시마 시민 구장), 9회초에 나가카와 가쓰히로로부터 중전 안타 ※역대 94번째
- 통산 300개의 2루타 : 2008년 7월 3일, 대 도쿄 야쿠르트 스왈로스 12차전(도쿄 돔), 6회말에 가토 미키노리로부터 ※역대 48번째
- 통산 1500경기 출장 : 2009년 4월 4일, 대 히로시마 도요 카프 2차전(도쿄 돔), 7회말에 도요다 기요시의 대타로서 출장 ※역대 164번째
- 통산 350개의 2루타: 2012년 9월 14일, 대 한신 타이거스 22차전(도쿄 돔), 7회말에 이와타 미노루로부터 우익선상 2루타 ※역대 35번째

#### 기타
- 시즌 52개의 2루타 기록(2001년) ※일본 프로 야구 기록.
- 시즌 189안타(2003년) ※우타자의 퍼시픽 리그 기록.
- 시즌 도루 성공률 : .911(2002년) ※40도루 이상에서는 역대 2위.
- 올스타전 출장 : 6회(2001년 ~ 2004년, 2006년, 2007년)
- 전 구단 상대 홈런 달성(역대 3번째)

2010년 6월 4일 시점에서의 달성한 선수는 다니 요시토모를 포함해 페르난도 세기뇰, 훌리오 줄레타, 알렉스 카브레라, 와다 가즈히로, 오가사와라 미치히로 등의 6명.
|    | 일시            | 상대 구단       | 구장                          | 이닝  | 상대 투수         | 통산 |
| -- | --------------- | --------------- | ----------------------------- | ----- | ----------------- | ---- |
| 1  | 1997년 8월 1일  | 긴테쓰 14차전   | 그린 스타디움 고베            | 8회말 | 아카호리 모토유키 | 1    |
| 2  | 1998년 4월 15일 | 지바 롯데 1차전 | 그린 스타디움 고베            | 2회말 | 구로키 도모히로   | 2    |
| 3  | 1998년 4월 21일 | 세이부 1차전    | 가고시마 현립 가모이케 야구장 | 7회말 | 요코타 히사노리   | 3    |
| 4  | 1998년 5월 15일 | 다이에 6차전    | 그린 스타디움 고베            | 2회말 | 요시타케 신타로   | 4    |
| 5  | 1998년 9월 4일  | 닛폰햄 23차전   | 도쿄 돔                       | 6회초 | 다카하시 노리유키 | 8    |
| 6  | 2005년 4월 26일 | 라쿠텐 5차전    | 야마가타현 야구장             | 1회초 | 케빈 호지스       | 86   |
| 7  | 2005년 5월 7일  | 주니치 2차전    | 스카이마크 스타디움           | 6회말 | 야마이 다이스케   | 87   |
| 8  | 2005년 6월 11일 | 요코하마 5차전  | 요코하마 스타디움             | 1회초 | 도이 요시히로     | 89   |
| 9  | 2006년 5월 9일  | 요미우리 1차전  | 스카이마크 스타디움           | 8회말 | 제레미 파웰       | 94   |
| 10 | 2007년 4월 15일 | 야쿠르트 3차전  | 도쿄 돔                       | 8회말 | 마쓰이 고스케     | 99   |
| 11 | 2007년 4월 22일 | 한신 6차전      | 한신 고시엔 구장              | 8회초 | 와타나베 료       | 100  |
| 12 | 2007년 7월 15일 | 히로시마 12차전 | 도쿄 돔                       | 3회말 | 하세가와 마사유키 | 106  |
| 13 | 2008년 6월 3일  | 오릭스 2차전    | 교세라 돔 오사카              | 9회초 | 가토 다이스케     | 109  |

### 등번호
- 10(1997년 ~ 2006년, 2014년 ~ 2015년)
- 8(2007년 ~ 2013년)

### 연도별 타격 성적
| 연 도       | 소 속       | 경 기 | 타 석 | 타 수 | 득 점 | 안 타 | 2 루 타 | 3 루 타 | 홈 런 | 루 타 | 타 점 | 도 루 | 도 루 자 | 희 생 번 | 희 생 플 | 볼 넷 | 고 4 | 사 구 | 삼 진 | 병 살 타 | 타 율 | 출 루 율 | 장 타 율 | O P S |
| ----------- | ----------- | ----- | ----- | ----- | ----- | ----- | ------- | ------- | ----- | ----- | ----- | ----- | -------- | -------- | -------- | ----- | ---- | ----- | ----- | -------- | ----- | -------- | -------- | ----- |
| 1997년      | 오릭스      | 101   | 341   | 309   | 36    | 84    | 21      | 4       | 1     | 116   | 33    | 5     | 4        | 4        | 2        | 25    | 0    | 1     | 45    | 5        | .272  | .326     | .375     | .702  |
| 1998년      | 오릭스      | 132   | 532   | 476   | 59    | 135   | 19      | 1       | 10    | 186   | 45    | 1     | 3        | 7        | 5        | 41    | 0    | 3     | 36    | 11       | .284  | .341     | .391     | .732  |
| 1999년      | 오릭스      | 134   | 594   | 532   | 81    | 155   | 17      | 4       | 11    | 213   | 62    | 24    | 2        | 8        | 4        | 48    | 4    | 2     | 40    | 13       | .291  | .350     | .400     | .750  |
| 2000년      | 오릭스      | 134   | 584   | 529   | 78    | 150   | 26      | 3       | 9     | 209   | 73    | 23    | 9        | 1        | 7        | 43    | 0    | 4     | 71    | 14       | .284  | .338     | .395     | .733  |
| 2001년      | 오릭스      | 136   | 619   | 547   | 99    | 178   | 52      | 3       | 13    | 275   | 79    | 27    | 7        | 1        | 3        | 65    | 2    | 3     | 49    | 15       | .325  | .398     | .503     | .901  |
| 2002년      | 오릭스      | 138   | 579   | 524   | 49    | 171   | 31      | 1       | 5     | 219   | 39    | 41    | 4        | 0        | 4        | 47    | 4    | 4     | 44    | 12       | .326  | .383     | .418     | .801  |
| 2003년      | 오릭스      | 137   | 606   | 540   | 86    | 189   | 37      | 1       | 21    | 291   | 92    | 9     | 2        | 0        | 7        | 58    | 3    | 1     | 41    | 18       | .350  | .409     | .539     | .948  |
| 2004년      | 오릭스      | 96    | 431   | 378   | 58    | 120   | 27      | 1       | 15    | 194   | 63    | 10    | 4        | 2        | 5        | 44    | 3    | 2     | 42    | 11       | .317  | .387     | .513     | .900  |
| 2005년      | 오릭스      | 111   | 461   | 435   | 41    | 108   | 18      | 1       | 6     | 146   | 36    | 3     | 4        | 0        | 0        | 24    | 0    | 2     | 48    | 11       | .248  | .291     | .336     | .626  |
| 2006년      | 오릭스      | 118   | 469   | 434   | 45    | 116   | 16      | 0       | 6     | 150   | 30    | 1     | 2        | 0        | 3        | 30    | 1    | 2     | 41    | 15       | .267  | .316     | .346     | .661  |
| 2007년      | 요미우리    | 141   | 595   | 541   | 63    | 172   | 31      | 0       | 10    | 233   | 53    | 10    | 2        | 20       | 1        | 30    | 0    | 3     | 48    | 10       | .318  | .357     | .431     | .787  |
| 2008년      | 요미우리    | 120   | 373   | 349   | 33    | 103   | 17      | 0       | 10    | 150   | 45    | 5     | 1        | 6        | 0        | 17    | 0    | 1     | 43    | 6        | .295  | .330     | .430     | .759  |
| 2009년      | 요미우리    | 101   | 316   | 287   | 35    | 95    | 23      | 1       | 11    | 153   | 48    | 3     | 1        | 3        | 1        | 22    | 1    | 3     | 44    | 4        | .331  | .383     | .533     | .916  |
| 2010년      | 요미우리    | 84    | 195   | 176   | 16    | 42    | 6       | 0       | 2     | 54    | 10    | 2     | 3        | 4        | 1        | 13    | 1    | 1     | 32    | 4        | .239  | .293     | .307     | .600  |
| 2011년      | 요미우리    | 83    | 142   | 135   | 9     | 37    | 4       | 1       | 0     | 43    | 7     | 2     | 1        | 1        | 2        | 4     | 0    | 0     | 30    | 3        | .274  | .291     | .319     | .610  |
| 2012년      | 요미우리    | 89    | 255   | 229   | 19    | 59    | 5       | 0       | 3     | 73    | 22    | 1     | 2        | 11       | 1        | 14    | 2    | 0     | 48    | 5        | .258  | .299     | .319     | .618  |
| 통산 : 16년 | 통산 : 16년 | 1855  | 7092  | 6421  | 807   | 1914  | 350     | 21      | 133   | 2705  | 737   | 167   | 51       | 68       | 46       | 525   | 20   | 32    | 702   | 157      | .298  | .352     | .421     | .773  |

- 2012년 기준, 굵은 글씨는 시즌 최고 성적, 붉은색 글씨는 일본 프로 야구 역대 최고 성적.

### 연도별 수비 성적
| 연도 | 1루  | 1루  | 1루  | 1루  | 1루  | 1루    | 외야 | 외야 | 외야 | 외야 | 외야 | 외야   |
| 연도 | 경기 | 척살 | 보살 | 실책 | 병살 | 수비율 | 경기 | 척살 | 보살 | 실책 | 병살 | 수비율 |
| ---- | ---- | ---- | ---- | ---- | ---- | ------ | ---- | ---- | ---- | ---- | ---- | ------ |
| 1997 | -    | -    | -    | -    | -    | -      | 96   | 167  | 3    | 3    | 2    | .983   |
| 1998 | -    | -    | -    | -    | -    | -      | 127  | 248  | 5    | 3    | 2    | .988   |
| 1999 | 51   | 265  | 12   | 0    | 23   | 1.000  | 120  | 194  | 3    | 5    | 0    | .975   |
| 2000 | 26   | 144  | 15   | 3    | 12   | .981   | 123  | 241  | 4    | 0    | 0    | 1.000  |
| 2001 | -    | -    | -    | -    | -    | -      | 136  | 255  | 3    | 3    | 0    | .989   |
| 2002 | -    | -    | -    | -    | -    | -      | 123  | 250  | 2    | 0    | 0    | 1.000  |
| 2003 | -    | -    | -    | -    | -    | -      | 121  | 274  | 4    | 11   | 0    | .962   |
| 2004 | -    | -    | -    | -    | -    | -      | 88   | 167  | 9    | 2    | 1    | .989   |
| 2005 | -    | -    | -    | -    | -    | -      | 82   | 126  | 2    | 2    | 0    | .985   |
| 2006 | -    | -    | -    | -    | -    | -      | 97   | 137  | 3    | 1    | 0    | .993   |
| 2007 | -    | -    | -    | -    | -    | -      | 139  | 171  | 2    | 1    | 0    | .994   |
| 2008 | -    | -    | -    | -    | -    | -      | 109  | 154  | 6    | 2    | 1    | .988   |
| 2009 | -    | -    | -    | -    | -    | -      | 85   | 98   | 5    | 3    | 0    | .972   |
| 2010 | 3    | 9    | 1    | 0    | 2    | 1.000  | 49   | 56   | 3    | 1    | 0    | .983   |
| 2011 | 2    | 4    | 0    | 0    | 0    | 1.000  | 43   | 36   | 3    | 2    | 0    | .951   |
| 2012 | -    | -    | -    | -    | -    | -      | 66   | 66   | 5    | 3    | 0    | .959   |
| 통산 | 82   | 422  | 28   | 3    | 37   | .993   | 1604 | 2640 | 62   | 42   | 6    | .985   |

- 2012년 기준.